# Уравнение Якоби — Маддена
Уравнение Якоби — Маддена — это диофантово уравнение
{\displaystyle a^{4}+b^{4}+c^{4}+d^{4}=(a+b+c+d)^{4}\,}
предложенное физиком Ли У. Якоби и математиком Даниэлем Дж. Мадденом в 2008. Переменные a, b, c и d могут быть любыми целыми числами, положительными, отрицательными или 0. Якоби и Мадден показали, что имеется бесконечно много решений уравнения со всеми не равными нулю переменными.

## История
Из каждого решения уравнения Якоби-Маддена взаимно однозначно вытекает некоторое решение уравнения
{\displaystyle a^{4}+b^{4}+c^{4}+d^{4}=e^{4}\,},
впервые предложенного в 1772 году Леонардом Эйлером, который предположил, что четыре является минимальным числом (большим единицы) четвёртых степеней ненулевых целых чисел, которые в сумме дают другую четвёртую степень. Эта гипотеза, известная теперь как Гипотеза Эйлера, была естественным обобщением великой теоремы Ферма, последняя была доказана для четвёртой степени самим Пьером Ферма.
Ноам Элкиc первым нашёл бесконечную последовательность решений этого уравнения Эйлера с одной переменной равной нулю, опровергнув гипотезу Эйлера для случая четвёртой степени.
Однако до публикации Якоби и Маддена было неизвестно, существует ли бесконечное число решений уравнения Эйлера четвёртой степени со всеми ненулевыми переменными. Было известно лишь конечное число таких решений. Одно из таких решений Симха Брудно получил в 1964 из решения уравнения Якоби-Маддена:
{\displaystyle 5400^{4}+1770^{4}+(-2634)^{4}+955^{4}=(5400+1770-2634+955)^{4}.\,}

## Подход
Якоби и Мадден начали с
{\displaystyle a^{4}+b^{4}+c^{4}+d^{4}=(a+b+c+d)^{4}}
И тождества,
{\displaystyle a^{4}+b^{4}+(a+b)^{4}=2(a^{2}+ab+b^{2})^{2}}
Добавив {\displaystyle (a+b)^{4}+(c+d)^{4}} к обеим частям уравнения,
{\displaystyle a^{4}+b^{4}+(a+b)^{4}+c^{4}+d^{4}+(c+d)^{4}=(a+b)^{4}+(c+d)^{4}+(a+b+c+d)^{4}}
можно видеть, что это частный случай пифагоровой тройки,
{\displaystyle (a^{2}+ab+b^{2})^{2}+(c^{2}+cd+d^{2})^{2}={\big (}(a+b)^{2}+(a+b)(c+d)+(c+d)^{2}{\big )}^{2}={\tfrac {1}{4}}{\big (}(a+b)^{2}+(c+d)^{2}+(a+b+c+d)^{2}{\big )}^{2}}
Они затем использовали решение Брудно и некую эллиптическую кривую для построения бесконечной серии решений как уравнения Якоби-Маддена, так и уравнения Эйлера. В отличие от метода Элкиса, построение использовало ненулевые значения переменных.
Якоби и Маддена заметили также, что другое стартовое значение, такое как
{\displaystyle (-31764)^{4}+27385^{4}+48150^{4}+7590^{4}=(-31764+27385+48150+7590)^{4}\,}
найденное Ярославом Вроблевски, даёт другую бесконечную серию решений.
В августе 2015 Сейдзи Томита объявил о двух новых решениях уравнения Якоби-Маддена с небольшими значениями:
{\displaystyle 1229559^{4}+(-1022230)^{4}+1984340^{4}+(-107110)^{4}=(1229559-1022230+1984340-107110)^{4}\,,}
{\displaystyle 561760^{4}+1493309^{4}+3597130^{4}+(-1953890)^{4}=(561760+1493309+3597130-1953890)^{4}\,.}